# Julieta Serrano
Pour les articles homonymes, voir Serrano.
Julieta Serrano, née le 21 janvier 1933 à Barcelone, est une comédienne espagnole, née sous la République, actrice de la Transition démocratique.

## Biographie
Julieta Serrano Romero, née sous la Seconde République espagnole, trois ans avant la guerre civile, est originaire d'une famille de comédiens. Elle commence dès son plus jeune âge à jouer dans un théâtre amateur. Sa carrière commence dans les années 1960, malgré la dictature franquiste.  
Elle travaille avec des réalisateurs comme Pedro Almodóvar et Ventura Pons.
Elle joue notamment dans le film Douleur et Gloire, événement du Festival de Cannes 2019. 
Elle est également connue pour ses positions féministes. 

## Filmographie

### Cinéma
- 1965 : Secuestro en la ciudad
- 1966 : El Juego de la oca
- 1967 : Crónica de nueve meses
- 1967 : 40 grados a la sombra
- 1970 : Laia
- 1970 : El Fuego (voix)
- 1971 : Tirarse al monte
- 1971 : El Hombre oculto
- 1972 : Abismo
- 1972 : Zumo

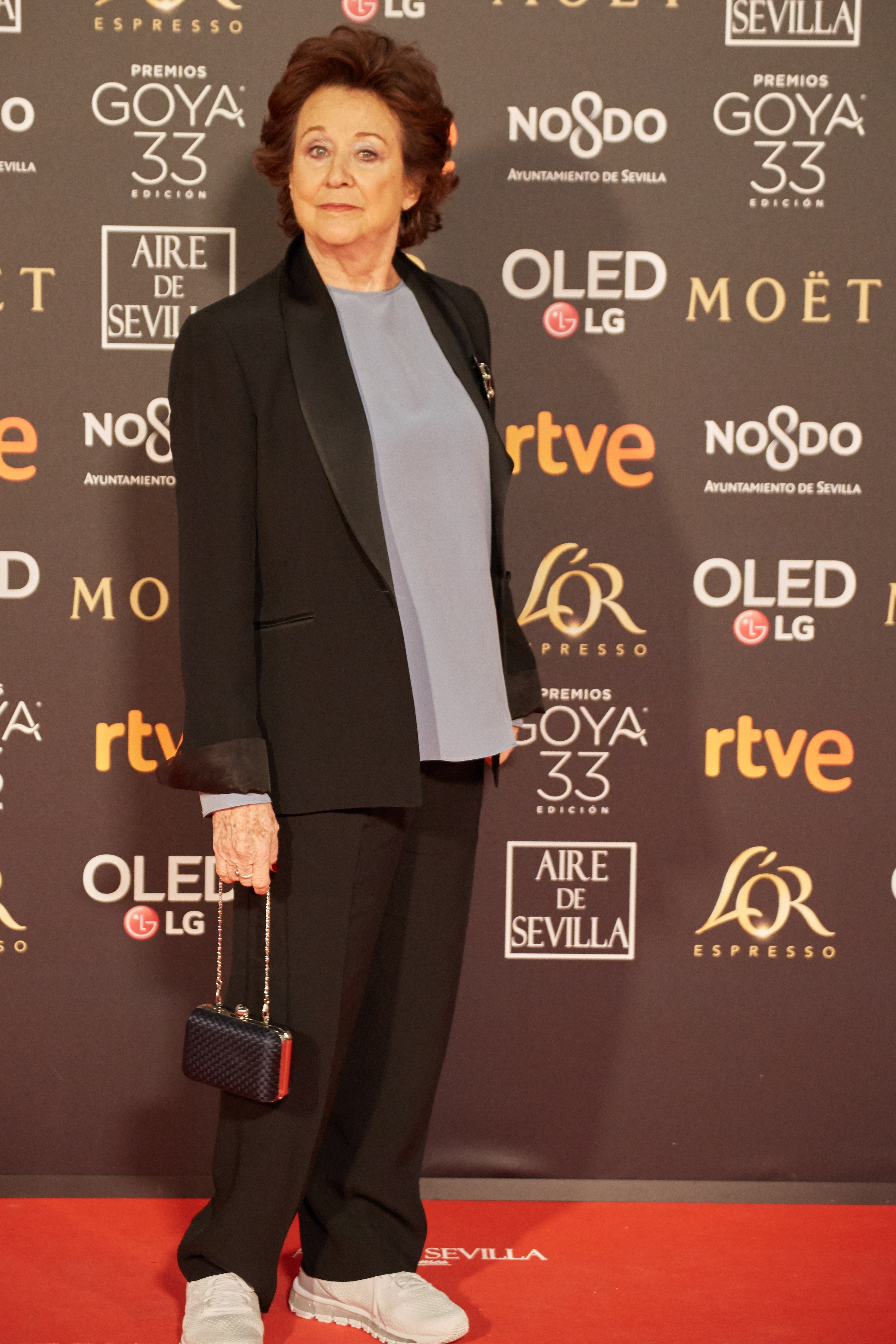
Julieta Serrano en 2019.

- 1972 : Mi querida señorita : Isabelita
- 1972 : Marianela
- 1973 : Vera, un cuento cruel : Maria
- 1974 : La Cousine Angélique (La Prima Angélica) : Monja
- 1974 : El amor del capitán Brando : Maria Rosa
- 1974 : Grandeur nature : Nicole
- 1977 : In memoriam
- 1978 : Carne apaleada
- 1978 : Vámonos, Bárbara : Paula
- 1978 : Soldados
- 1979 : La Familia, bien, gracias
- 1980 : Yo qué sé
- 1980 : Cuentos eróticos : Gloria (segment "La tilita")
- 1980 : Pepi, Luci, Bom et autres filles du quartier (Pepi, Luci, Bom y otras chicas del montón) :  Femme habillée comme Scarlett O'Hara
- 1981 : Cuentos para una escapada
- 1981 : La Mujer del ministro
- 1983 : Dans les ténèbres (Entre tinieblas) : Abbesse Julie
- 1983 : Un Genio en apuros
- 1984 : Cuerpo a cuerpo
- 1985 : Le Chevalier du dragon (El Caballero del dragón)
- 1986 : Iniciativa privada
- 1986 : Matador : Berta
- 1986 : Tata mía : Magda
- 1987 : Material urbà
- 1987 : El Pecador impecable : María
- 1988 : Femmes au bord de la crise de nerfs (Mujeres al borde de un ataque de nervios) : Lucía
- 1989 : Monte bajo
- 1990 : Attache-moi ! (¡Átame!) : Alma
- 1991 : Ho sap el ministre?
- 1992 : Salsa rosa : Mariluz
- 1993 : El Amante bilingüe : Madre de Joan
- 1993 : La Febre d'Or : Paula Balenyà
- 1993 : Cràpules
- 1995 : Nexo : Vecina
- 1995 : La Novia moderna : Julieta
- 1996 : La Parabólica : Vieja
- 1996 : Alma gitana : Pilar
- 1996 : Un Cos al bosc : Marieta
- 1997 : La Moños : La Moños
- 1998 : Caresses (Carícies) : Dona gran
- 1999 : Quand tu me reviendras (Cuando vuelvas a mi lado) : Tía Rafaela
- 1999 : Marta y alrededores
- 2000 : Nosotras : Magdalena
- 2001 : Sagitario : Andrónica
- 2002 : Arderás conmigo : Irene
- 2004 : Treinta y cinco
- 2004 : La Mirada violeta : Madre Violeta
- 2011 : Opération Casablanca de Laurent Nègre : Mme Rueda
- 2019 : Douleur et Gloire (Dolor y gloria) de Pedro Almodóvar
- 2021 : Madres paralelas de Pedro Almodóvar :  Brigida

### Télévision
- 1968 : Cristóbal Colón (feuilleton télévisé)
- 1972 : Tres eran tres (série télévisée) : Paloma
- 1980 : Cervantes (feuilleton télévisé)
- 1991 : L'Enfant des loups (téléfilm)
- 1994 : Lazos (téléfilm)
- 2002 : Mirall trencat (série télévisée) : Adela
- 2002 : A medias (série télévisée) : Gloria
- 2003 : La Vida aquí (téléfilm) : Corona
- 2006 : Electroshock (téléfilm)

## Distinctions
- 2019 : Médaille d'or du mérite des beaux-arts, décernée par le Ministère de la Culture espagnol[6]
- Goyas 2020 : Meilleure actrice dans un second rôle pour Douleur et Gloire